# Frances Talbot, Condessa de Tyrconnel
Frances Talbot, Condessa de Tyrconnel, nascida Frances Jennings (Sandridge, c. 1647 — Dublin, 9 de março de 1730) foi a filha mais velha de Richard Jennings e de sua esposa, Frances Thornhurst.

## Biografia
Nascida em Sandridge, Hertfordshire, Inglaterra, Frances e sua irmã, Sarah Churchill, Duquesa de Marlborough, foram notórias figuras da Corte da Era da Restauração inglesa e do jacobitismo. 
A beleza de Frances trouxe o apelido de "La Belle Jennings". Em 1665, ela desposou Sir George Hamilton, filho de Sir George Hamilton, 1° Baronete, e de Mary Butler. Com ele, teve duas filhas: Frances e Mary. 
Em 1681, depois da morte de Hamilton, Frances Hamilton casou-se com um velho cortejador que ela tinha rejeitado anteriormente, Richard Talbot. Talbot foi titulado mais tarde Conde de Tyrconnell no pariato irlandês. Subseqüentemente, tornou-se Duque de Tyrconnel, mas esse título não foi amplamente reconhecido. Frances e Richard Talbot não tiveram filhos.